# La historia de Ruth
La historia de Ruth (título original en inglés The Story of Ruth) es una película de Estados Unidos filmada en su mayor parte en Nueva York en el año 1960. Estuvo protagonizada por Elana Eden, Tom Tryon, Stuart Whitman, Viveca Lindfors y Peggy Wood, donde interpretan a los personajes que están en la Biblia según la vida de Ruth. Estuvo escrita el guion por Norman Corwin, una adaptación del Libro de Ruth.

## Sinopsis
Aproximadamente a los 8 años, Ruth es vendida por su padre a un sacerdote de Quemos, ya que el padre de la niña necesita dinero y no puede mantener a su familia. Como su hija más fuerte y bonita, Ruth es candidata ideal para ser entrenada en el servicio de la deidad moabita. Algo después, considerada la más atractiva e intachable, Ruth es seleccionada de un grupo de niñas sacerdotisas en entrenamiento para ser sacrificada durante el ritual anual a Quemos. Tan pronto como es seleccionada, aparece una gran mancha en el brazo de Ruth, y se la considera no apta. Otra niña es sacrificada en su lugar.

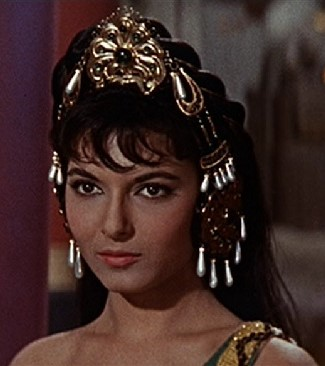
Elana Eden como Ruth

Por otra parte, Elimelec es un hombre que vive con su mujer, Noemí, y sus dos hijos, Mahlon y Chilion, pero estos son de creencias religiosas judías, y se deben al Dios de Israel. Elimelec y sus hijos son artesanos y joyeros.
Años después, Ruth es una sacerdotisa favorita que sirve como maestra espiritual de una joven moabita, Tebah, que se prepara para el sacrificio de ese año a Quemos. Descontenta con la corona ritual creada para Tebah, la suma sacerdotisa Eleilat, junta con Ruth, instruyen a Mahlon, para que renueve la corona con joyas y brillo. Mahlon entrega la corona a Ruth en el templo, y él comienza a cuestionarla sobre la existencia de Quemos. Ruth comienza burlándose del "dios invisible" de Mahlon, pero termina intrigada y dudando de su religión a medida que se acerca el momento del sacrificio de Tebah. Ruth se enamora de Mahlon y se deshonra a sí misma en el sacrificio de Tebah al gritar de horror cuando el sumo sacerdote apuñala ceremonialmente a la niña en un altar. Ruth huye, pero es capturada y castigada.
Los moabitas culpan y condenan a Mahlón, junto con su padre Elimelec y su hermano Quilión por la herejía de Ruth. Quilión y Elimelec mueren en la prisión, mientras que Mahlón es condenado a la cantera de por vida. Ruth llega con mercenarios para liberar a Mahlón, pero él es mortalmente herido mientras huye de la cantera. Se casa con Ruth en una cueva y muere poco después. Noemí (casada con Elimelec), Orfa (casada con Quilión) y Ruth quedan viudas. Orfa regresa con su familia moabita y Ruth decide acompañar a Noemí a Belén, proclamando su famosa frase: "A donde tú vayas yo iré".
Moab y Judá son antiguos enemigos, y Ruth se enfrenta inicialmente con hostilidad. Al llegar, son testigos de cómo Booz, un pariente cercano de Elimelec, castiga a un moabita que ha envenenado un pozo de agua obligándolo a beber el agua envenenada. Cuando Booz se entera de que Noemí ha regresado, les envía provisiones, respetando su obligación como pariente. Creyendo que Booz es ferozmente antimoabita, Ruth obliga a Noemí a rechazar las provisiones. Cautivado por la belleza de Ruth, Booz hace arreglos para que otro pariente, Tob, lleve las provisiones de Booz a Noemí y Ruth. Tob inicialmente no quiere hacerlo, pero después de ver a Ruth, Tob acepta el arreglo de Booz, atribuyéndose el mérito por la generosidad. La sabia Noemí se muestra escéptica ante el inusual interés de Tob. Mientras tanto, Booz visita a Noemí y Ruth para convencerlas de que acepten su ayuda. Después de que Booz ayuda a Ruth contra una turba de mujeres hostiles en un pozo, Ruth se da cuenta de su naturaleza noble. Finalmente, Booz y Ruth se enamoran, pero Tob reclama su derecho, según las leyes de Dios, de casarse con la viuda de Mahlón como pariente más cercano.
Dos agentes moabitas llegan a Judá en busca de Ruth. Fingiendo ser de Rubén, afirman haber visto a Ruth adorar a Quemos en secreto en la granja de Noemí. Como miembro del Consejo de Ancianos, Booz debe juzgar a Ruth. En el juicio, Ruth admite haber sido una sacerdotisa moabita que había participado por última vez en un sacrificio ritual solo unos meses antes, lo que sorprende a los asistentes, incluido Booz, que hace todo lo posible por defenderla. Los agentes moabitas quedan expuestos como falsos testigos cuando Noemí les pide que nombren las doce tribus de Israel y Ruth les pide que reciten los Diez Mandamientos, lo que no pueden hacer. Tampoco bendecirán a Jehová ni maldecirán a Quemos, como Ruth desafía. Ruth es absuelta.
Tob se niega a renunciar a su derecho a Ruth, a pesar de que ella le informa que ama a Booz. Noemí le sugiere a Ruth una forma de librarse de su obligación de casarse con Tob. En la ceremonia de su boda, Ruth le informa a Tob delante de los invitados que fue a buscar a Booz donde él dormía en la fiesta de la cosecha. Humillado, Tob renuncia a Ruth. Booz luego declara que se casará con Ruth, y ambos declaran al anciano oficiante que solo se hicieron votos de amor. Se casan, convirtiéndose en los progenitores del gran rey David de Israel, así como en un mesías.

## Personajes
- Elana Eden como Ruth.
- Stuart Whitman como Booz.
- Tom Tryon como Mahlon.
- Peggy Wood como Noemi.
- Viveca Lindfors como Eleilat.
- Jeff Morrow como Tob.
- Thayer David como Hedak.
- Les Tremayne como Elimelec.
- Adelina Pedroza como Iduma.
- Eduard Franz como Jehoam.
- Leo Fuchs como Sochin.
- Lili Valenty como Kera.
- John Gabriel como Chilion.
- Ziva Rodann como Orfa.
- Basil Ruysdael como Sama.
- John Banner como rey de Moab.
- Jon Silo como Tacher.
- Don Diamond como Yomar.
- Daphna Einhorn como Tebah.
- Sara Taft como Eska.
- Jean Inness como Hagah.
- Berry Kroeger como Huphim.

## Datos iniciales y producción
El director Henry Koster, tuvo los escenarios y lugares de filmación en Estados Unidos y algunos preparados en la ciudad de Nueva York, los personajes estaban preparados, e incluso la actriz Susan Strasberg que interpretaría a Ruth, pero a últimos instantes, la empresa 20th Century Fox, no estuvo de acuerdo, así fue que entonces se eligió a Elana Eden, una muchacha nacida en Israel y que fue contratada para el protagonista. Otras actrices que dieron para el papel eran Susan Kohner, Tina Louise, Diane Baker y Millie Perkins. Stephen Boyd fue el primer reparto como Boaz pero más tarde rechazó el papel y dijo: "Creo que la imagen sería mucho mejor sin mí". Más tarde, Stuart Whitman es quien queda como Boaz en diciembre de 1959. Helen Hayes e Irene Dunne se ofrecieron en el papel de Noemi antes de Peggy Wood, estaba fuera del elenco seleccionado.

"Rut, una moabita que, después de la muerte de su esposo Mahlon, se dirigió a Belén con su también enviudada suegra Noemi, ocupa un lugar importante en la historia israelita, ya que llegó a ser antecesora de David (rut 4:18-22) y de Jesús (Mateo 1:1-5).."

"A través de los siglos se han forjado muchas historias bíblicas en torno a la historia de Ruth. Pero todas ellas dan principio a la tierra de Judea (texto en inicio de la película)."